# Супермен (фильм, 2025)
«Суперме́н» (англ. Superman) — американский полнометражный супергеройский фильм, основанный на комиксах издательства DC Comics об одноимённом персонаже. Первая кинокартина в медиафраншизе «Вселенная DC», представляющая собой перезапуск серии фильмов о Супермене. Созданием занималась компания DC Studios, а распространением — Warner Bros. Pictures. Режиссёр и сценарист фильма — Джеймс Ганн. Роль Кларка Кента / Супермена исполнил Дэвид Коренсвет; в фильме также снимались Рэйчел Броснахэн, Николас Холт, Эди Гатеги, Энтони Кэрриган, Нейтан Филлион и Изабела Мерсед. По сюжету после того, как Лекс Лютор воплощает в жизнь свой план и настраивает общественность против Супермена, тому придётся доказать, что он защитник мира.
В октябре 2014 года Warner Bros. объявила о создании продолжения фильма «Человек из стали» (2013), части медиафраншизы «Расширенная вселенная DC», в котором к роли Супермена должен был вернуться Генри Кавилл. Планы студии начали стремительно меняться после того, как фильм-кроссовер «Лига справедливости» (2017) прошёл через производственный ад. В мае 2020 года студия отказалась от планов на продолжение «Человека из стали». В конце августа 2022 года Ганн начал работать над отдельным фильмом о Супермене, а в октябре того же года они с кинопродюсером Питером Сафраном возглавили DC Studios. В декабре Ганн публично заявил о работе над сценарием для нового фильма о Супермене. В январе 2023 года Ганн анонсировал проект под названием «Супермен: Наследие»; в марте он официально стал режиссёром, а в конце июня Коренсвет и Броснахэн получили главные роли. Ближе к началу съёмок картины в конце февраля 2024 года подзаголовок «Наследие» исчез из названия. Съёмки начались в феврале 2024 года в Норвегии и также проходили на площадке Trilith Studios в Атланте, в Мейконе и Огайо, а завершились в конце июля 2024 года. Сюжет картины вдохновлён множеством комиксов о Супермене, а в особенности мини-серией «Супермен: Все звёзды» (2005—2008) за авторством Гранта Моррисона и Фрэнка Куайтли.
Мировая премьера фильма «Супермен» состоялась 7 июля 2025 года в Лос-Анджелесе, а 11 июля картина вышла в американский прокат. Проект стал частью первой главы «Вселенной DC» под названием «Боги и монстры». Он был высоко оценён критиками, которые похвалили игру Коренсвета, Броснахэн и Холта, но сочли его "переполненным".

## Сюжет
За тридцать лет до событий фильма Джор-Эл и Лара Лор-Ван отправили своего маленького сына Кал-Эла на Землю из-за разрушения их родной планеты Криптон. На Земле младенца вырастили Джонатан и Марта Кенты в городе Смолвиль (штат Канзас) и дали ему имя — Кларк Кент. Кларк работает репортёром в Daily Planet и уже три года действует как Супермен, самый могущественный метачеловек на планете. Свою тайную личность Кларк скрывает с помощью специальных очков, которые меняют его внешность. В то же время Кент встречается с коллегой Лоис Лейн, которая знает, что он — Супермен.
Через три недели после того, как Супермен остановил вторжение Боравии в Джарханпур, миллиардер и технологический гений Лекс Лютор представляет Рику Флагу-старшему и другим членам правительства свою команду, включающую в себя Анджелу Спику / Инженера и Ультрамена, если правительство решит, что Супермен представляет угрозу для США. В то же время некий Молот Боравии, под маской которого находится Ультрамен, сражается с Суперменом в Метрополисе. Герой проигрывает, и его забирает пёс Крипто, также обладающий сверхспособностями. В Крепости Одиночества роботы лечат Супермена с помощью солнечного света. Лекс, который презирает героя за его популярность, управляет Ультраменом с помощью программ, способных просчитывать будущие действия Супермена. Во время сражения двух героев, Лекс с Инженером и Ультраменом находят Крепость Одиночества. Уничтожив всех роботов-помощников героя, Анджела проникает в систему крепости и находит запись обращения Джор-Эла и Лары Лор-Ван к Кал-Элу. Лекс крадёт запись и Крипто.
Ночью приспешники Лютора выводят в Метрополис монстра, похожего на Годзиллу, который следующим утром вырастает до высоты небоскрёба. Супермен пытается его остановить и к нему на помощь прибывает Банда Справедливости, состоящая из Гая Гарднера / Зелёного Фонаря, Майкла Холта / Мистера Террифика и Кендры Сондерс / Девушки-ястреб. С помощью своих технологий, Мистер Террифик убивает монстра, а Супермен спасает людей и животных. После сражения Лютор на весь мир публично обвиняет Супермена в обмане, транслируя полную запись обращения родителей героя, которые завещают ему управлять планетой, контролировать людей, не бояться применить силу касательно их и  быть богом среди них. Общественность оборачивается против Кал-Эла, который раньше не слышал полную версию обращения, так как имел только его первую полную часть, и его арестовывает правительство. Решением властей допрос героя будет проводить LuthorCorp.
Вместе с арестованным Суперменом Лекс отправляется в карманное измерение, которое он сам и открыл. Лютор помещает героя в камеру с Рексом Мейсоном / Метаморфо. Последний подчиняется Лютору из-за того, что его сын, Джозеф, находится в руках злодея. С помощью своих способностей Рекс создаёт криптонит и ослабляет Супермена. Однако после того, как Лютор убивает простого продавца, который когда-то помог Супермену, Метаморфо переходит на сторону Кларка и создаёт аналог Солнца, позволяя Супермену набрать силы, освободиться из камеры и спасти Джозефа. Мистер Террифик и Лоис спасают Супермена, Крипто, Метаморфо и Джозефа от Чёрной дыры в измерении и возвращают в их вселенную, но при этом случайно ломают портал.
Президент Боравии Василь Гуркос, который работает совместно с Лютором, организовывает вторую попытку вторжения Боравии в Джарханпур, однако его останавливает Банда Справедливости совместно с Метаморфо. Друг и коллега Лоис, журналист Джимми, получает от влюбленной в него девушки Лекса материалы, согласно которым Василий, в обмен на бесплатную поставку оружия от Luthorcorp, обещал передать Лексу власть над половиной оккупированного Джарханпура, которую он назовëт Люторией и превратит в технологическую утопию. Во время битвы Девушка-ястреб убивает Гуркоса, а Лоис вместе с коллегами публикуют в интернете статью против Лютора. В то же время последний открывает портал, разрушенный Террификом, создавая тем самым разлом между вселенными. Инженер и Ультрамен пытаются убить Супермена, однако первая теряет сознание, а второй снимает маску и раскрывает себя как клон Супермена, которого Лютор создал из ДНК Кал-Эла. Во время битвы Лютор раскрывает, что он создал военный конфликт между Боравией и Джарханпуром, зная, что Супермен вмешается, и тогда у него появится весомый повод уничтожить его, и признаëтся, что он действует из зависти к нему, утверждая, что благодаря этому он спасëт мир от него. В конце концов, благодаря Крипто, Кларк отправляет Ультрамена в чёрную дыру из разлома, а Террифик останавливает разлом и восстанавливает Метрополис. После статьи Лейн с Супермена снимают все обвинения, а Лекса Лютора и его персонал арестовывают.
Кларк возвращается в Крепость Одиночества, восстанавливает всех роботов и залечивает раны. В этот момент к нему прилетает его двоюродная сестра Кара Зор-Эл / Супергёрл и забирает с собой пса Крипто, которого Супермен взял к себе на время. Во время лечения Кларк просматривает записи из своего детства со своими приёмными родителями.

## В ролях
- Дэвид Коренсвет — Кал-Эл / Кларк Кент / Супермен:
Криптонец[англ.], живущий на Земле в городе Метрополисе и ведущий двойную жизнь супергероя и журналиста газеты Daily Planet[англ.][6][7]. Данной версии Супермена около 25 лет, что, по словам режиссёра Джеймса Ганна, позволяет персонажу выглядеть более авторитетным, чем версия Тома Уэллинга из сериала «Тайны Смолвиля» (2001—2011), и при этом более молодым по сравнению с версией Генри Кавилла из медифраншизы «Расширенная вселенная DC»[8]. Продюсер Питер Сафран описал героя как «воплощение правды, справедливости и человеческих ценностей; он — сама доброта в мире, где доброта считается чем-то старомодным»[9]. По словам Ганна, Кларк преуспевает и как журналист, и как супергерой, но нечто новое в жизни мешает ему соблюдать баланс — это и «безумная влюблённость» в свою коллегу Лоис Лейн, и попытки наладить общение с другими супергероями, считающими его наивным. Фильм демонстрирует, как эти трудности влияют на моральные ценности и выборы Кларка[10]. Коренсвет разделяет свою роль на три пункта: взаимоотношения Кларка с родителями, работа в Daily Planet и деятельность в амплуа Супермена. Он описывает героя как «открытого для людей персонажа», желающего показать себя спокойным, но имеющим власть. Коренсвет черпал вдохновение из комикса «Супермен: Все звёзды» (2005—2008) Гранта Моррисона и Фрэнка Куайтли, а также из классической серии фильмов с Суперменом в исполнении Кристофера Рива. Голос и манеру поведения Кларка он позаимствовал у своего шурина, который, по словам Коренсвета, является «самым спокойным и потрясающим человеком», несмотря на свой рост 2,03 м и вес 122,5 кг. Актёр также назвал Кларка «большой фигурой», которая «отчаянно пытается быть тише воды, ниже травы»[11]. В фильме никто не узнаёт в Кларке Супермена благодаря гипнотическим очкам, которые слегка искажают его внешность. Ганн отметил, что об этой детали из комиксов «как-то все позабыли»[12].
  - Коренсвет также исполнил роль Ультрамена / Молота Боравии, генетического клона Супермена, созданного Лексом Лютором и управляемого им с помощью специальных команд[13].
- Рэйчел Броснахэн — Лоис Лейн:
Репортёр Daily Planet и коллега Кларка[7][14], у которой «с ним всё сложно» и которая не уверена в своих отношениях с ним[10][11]. Броснахэн назвала Лоис «невероятно умной» и смелой девушкой[15]. Чтобы изобразить свою героиню современной репортёром, актриса консультировалась с несколькими журналистами[16].
- Николас Холт — Лекс Лютор:
Генеральный директор компании LuthorCorp и архивраг Супермена[14][17][18]; он ненавидит героя за то, что тот обладает безграничными способностями и не поддерживает взгляды Лютора[19][20]. Холт описал Лютора как одержимого, целеустремлённого и безжалостного персонажа, представляющего реальную угрозу для Супермена. Лютор ясно видит свою конечную цель, и им движут многие эмоции, в том числе потребность в признании своего научного гения[20]. Вдохновившись Лексом Лютором[англ.] из «Тайн Смолвиля» в исполнении актёра Майкла Розенбаума и из комикса «Супермен: Все звёзды», Холт перед съёмками начал заниматься спортом; на стиль одежды, которую носит Лютор, его вдохновила одежда миллиардера Стива Джобса[20][21]. Сын Холта Хоакин побрил его налысо[22]. Ганн взял за основу образ персонажа из мини-серии комиксов Брайана Аззарелло Lex Luthor: Man of Steel[англ.] (2005) и из комиксов 1950-х и 1960-х годов, в которых Лютор был «безжалостным научным гением»[23].
- Эди Гатеги — Майкл Холт / Мистер Террифик:
Cупергерой и изобретатель, применяющий множество гаджетов в борьбе с преступностью[14][24]; член Банды справедливости, спонсируемой Максвеллом Лордом[25]. Гатеги считает своего персонажа «атеистом, который верит в справедливость», а также отмечает, что Холт стал понимать значение слова «знание» после того, как пережил смерть своей жены[25].
- Энтони Кэрриган — Рекс Мейсон / Метаморфо[англ.]:
Археолог и супергерой, обладающий способностью «заставлять части своего тела принимать различные формы»[26]. Позднее становится членом Банды справедливости[27]:5:17–6:04; 8:54. По словам Кэрригана, ранее игравшего противника Бэтмена Виктора Заса в сериале «Готэм» (2014—2019), роль супергероя стала для него чем-то новым. Метаморфо боится своих способностей, из-за чего актёр посчитал, что сможет привнести в роль немного «аутентичности», сравнивая этот аспект со своей алопецией[28].
- Нейтан Филлион — Гай Гарднер / Зелёный Фонарь:
Грубый межгалактический миротворец, член Корпуса Зелёных Фонарей[24] и Банды справедливости[25], которого Филлион назвал бесстрашным и самоуверенным болваном[29]. Актёр изучил предысторию персонажа, согласно которой Гарднера сбил автобус и тот попал в кому, после чего у него (персонажа) в голове «что-то щёлкнуло» и он «малость долбанулся»[30]. В фильме у персонажа имеется «знаковая стрижка под горшок» из комиксов[24] — на этом настоял сам Филлион[30].
- Изабела Мерсед — Кендра Сондерс / Девушка-ястреб:
Супергероиня с крыльями, владеющая различными видами оружия ближнего боя и являющаяся членом Банды справедливости. Персонаж является результатом реинкарнации пришельца, в новом теле сохранились старые воспоминания и характер[31][24]. По мнению Мерсед, самоосознание и комедийные элементы фильма помогут Сондерс «проработать свои травмы»[31]. Низкий рост Мерсед (1,55 м) позволит её героине выделяться среди прочих персонажей «Вселенной DC»[24]. По словам актрисы, её участие в фильме «Мадам Паутина» (2024), входящем во франшизу «Вселенная Человека-паука от Sony», в роли Ани Коразон / Араньи, помогло ей морально подготовиться к съёмкам в «Супермене»; во время переговоров с DC о съёмках в «Мадам Паутине» Мерсед умолчала, боясь, что ей не позволят сниматься в проектах двух конкурирующих друг с другом компаний[32].

Кроме того, Пруитт Тейлор Винс и Нева Хауэлл сыграли Джонатана и Марту Кент соответственно, приёмных родителей Кларка. Уэнделл Пирс исполнил роль Перри Уайта, главного редактора Daily Planet. По словам Пирса, Уайт «всё время хмурый» из-за романа его жены с Лютором, который, вероятно, является отцом его второго ребёнка; по этой причине Уайт в фильме желает «добраться до» Лютора:16:19–16:43. Актёр признался, что никогда в жизни не читал комиксы и по этой причине попросил своих друзей вкратце рассказать ему о персонаже, которого ему предстоит сыграть. В фильме появляются и другие сотрудники Daily Planet: Скайлер Джизондо сыграл фотографа Джимми Олсена, Бек Беннетт — репортёра Стива Ломбарда, Микаэла Гувер — колумнистку Кэт Грант, а Кристофер Макдональд — репортёра Рона Трупа. Сара Сампайо исполнила роль Евы Тешмахер, ассистентки и девушки Лютора, а Теренс Роузмор — подручного Лютора по имени Отис.
Фрэнк Грилло сыграл Рика Флага-старшего, директора правительственной организации АРГУС, которого актёр также озвучивает в мультсериале «Монстры-коммандос» (2024 - ); Мария Габриэла де Фария — Анджелу Спику / Инженера, союзницу Лютора, чьи способности напрямую связаны с нанотехнологиями, встроенными в её тело, и чьё появление предваряет собой выход фильма «Авторитеты»; а Милли Олкок — двоюродную сестру Супермена Кару Зор-Эл / Супергёрл, которая позднее появится в своём сольном фильме под названием «Супергёрл» (2026). Брат Джеймса Ганна Шон Ганн исполнил роль технологического магната Максвелла Лорда, главы корпорации LordTech, собирающего и спонсирующего Банду справедливости. По словам Шона, при разработке персонажа создатели игнорировали предыдущие его воплощения, в том числе из сериала «Супергёрл» (2015—2021) и фильма «Чудо-женщина 1984» (2020), где его играли Питер Фачинелли и Педро Паскаль соответственно.
Алан Тьюдик, Майкл Рукер и Грейс Чан озвучили роботов «Четвёртого», «Первого» и «Двенадцатую», лечащих Супермена в Крепости Одиночества; Пом Клементьефф и жена Джеймса Ганна Дженнифер Холланд (исполнительница роли Эмилии Харкорт, в титрах не указана) озвучили роботов "Пятую" и "Двадцать вторую" соответственно. Реплику жены Ганн записал на телефон. Брэдли Купер и Анджела Сарафян сыграли криптонских родителей Супермена, Джор-Эла и Лару Лор-Ван; роботы проигрывают их сообщение, во время лечения Супермена. Стивен Блэкхарт сыграл Сидни Хепперсена, одного из подручных Лютора. Одного из охранников карманного измерения Лютора озвучил Майкл Розенбаум. Уилл Рив, сын Кристофера Рива, появляется в качестве камео в образе репортёра; также в эпизодической роли появляется Крис Смит / Миротворец в исполнении Джона Сины. Герой высмеивает Супермена в новостном шоу. Собака-актриса Джолин выполняла функцию дублёра, сыграв домашнего пса Супермена Крипто, которого Джеймс Ганн назвал «не таким уж и хорошим мальчиком». Персонаж создан при помощи визуальных эффектов по образу и подобию домашнего пса Ганна по кличке Одзу.

## Производство

### Предыстория
В 2012 году компания Warner Bros. Pictures задумала фильм «Человек из стали» (2013), основанный на комиксах издательства DC Comics о персонаже Супермене, как начало расширенной вселенной, ставшей известной как «Расширенная вселенная DC». В октябре 2014 года Warner Bros. представила полное расписание проектов; после того, как «Человек из стали» не оправдал ожиданий студии относительно кассовых сборов, самые большие надежды компания возлагала на второй фильм «Расширенной вселенной DC» — «Бэтмен против Супермена: На заре справедливости» (2016). Тем не менее началась работа над продолжением «Человека из стали», в котором Генри Кавилл должен был вернуться к роли Кларка Кента / Супермена. Режиссёр «Человека из стали» Зак Снайдер рассказал о том, что до начала работы над «Бэтменом против Супермена» главными антагонистами сиквела должны были стать криптонские тюремные заключённые из первого фильма и персонаж Брейниак. В августе 2016 года разработка продолжения «Человека из стали» активно велась и являлась самой важной задачей для студии, что в следующем месяце подтвердила менеджер Кавилла Дэни Гарсия. В ноябре исполнительница роли Лоис Лейн в «Человеке из стали» Эми Адамс заявила, что студия работает над сценарием. Главным претендентом на пост режиссёра для Warner Bros. был Мэттью Вон, и в марте 2017 года он вступил в первоначальные переговоры со студией. Вон совместно с автором комиксов Марком Милларом ранее, ещё до работы над «Человеком из стали», предлагал идею трилогии о Супермене, в рамках которой планета Криптон будет уничтожена лишь после того, как Супермен станет взрослым. После того как фильм-кроссовер «Лига справедливости» (2017) прошёл через производственный ад, Warner Bros. решила пересмотреть свой подход к проектам DC. К концу 2017 года сообщалось, что сиквел «Человека из стали» выйдет «не скоро, если вообще выйдет». По словам продюсера «Лиги справедливости» Чарльза Ровена, внутри студии велись обсуждения идей для сюжета, но сценария проекта не существовало ни в каком виде.
Незадолго до премьеры фильма «Миссия невыполнима: Последствия» в июле 2018 года режиссёр Кристофер Маккуорри и Кавилл пришли в Warner Bros. со своей идеей нового фильма о Супермене, вдохновлённой мультфильмом «Вверх» (2009), но компания её отвергла. Позднее в 2018 году студия попросила Джеймса Ганна написать и поставить фильм о Супермене, но он засомневался в том, хочет ли он сам взяться за персонажа. У него не было представления о том, каким мог получиться его проект, в частности из-за того, что Супермен был популярным персонажем, в отличие от Стражей Галактики, которые не были известны широкой публике, пока в 2014 году не вышел одноимённый фильм, снятый под началом Marvel Studios. Картине о Супермене Ганн предпочёл фильм «Отряд самоубийц: Миссия навылет» (2021), считая это «более лёгким путём». В сентябре переговоры с Кавиллом на предмет его камео в фильме «Шазам!» (2019) были завершены из-за его требований по контракту, а также из-за занятости Кавилла на съёмках «Последствий». Источники издания The Hollywood Reporter сообщили, что пути актёра со студией разойдутся и он не вернётся к роли в будущих проектах, однако в ноябре 2019 года Кавилл заявил, что он не отказывался от роли и всё ещё хочет отдать ей должное. В тот момент времени Warner Bros. не могла определиться с тем, в каком направлении будет развиваться история персонажа, и обсуждала его будущее с «большими профессионалами», в том числе с Джей Джей Абрамсом, ранее подписавшим от лица своей компании Bad Robot Productions договор о сотрудничестве с материнской компанией Warner Bros. WarnerMedia, и с Майклом Б. Джорданом, заявлявшем о своём желании сыграть темнокожую версию героя. К маю 2020 года Warner Bros. прекратила работу над продолжением «Человека из стали», но Кавилл вёл переговоры о своём появлении в одном из будущих фильмов DC. В феврале 2021 года в сети появилась информация о том, что Та-Нахаси Коутс напишет сценарий к новому фильму о Супермене, который спродюсирует Абрамс. Фильм должен был представить в роли Супермена темнокожего актёра, и предполагалось, что эту роль исполнит Джордан.

### Разработка

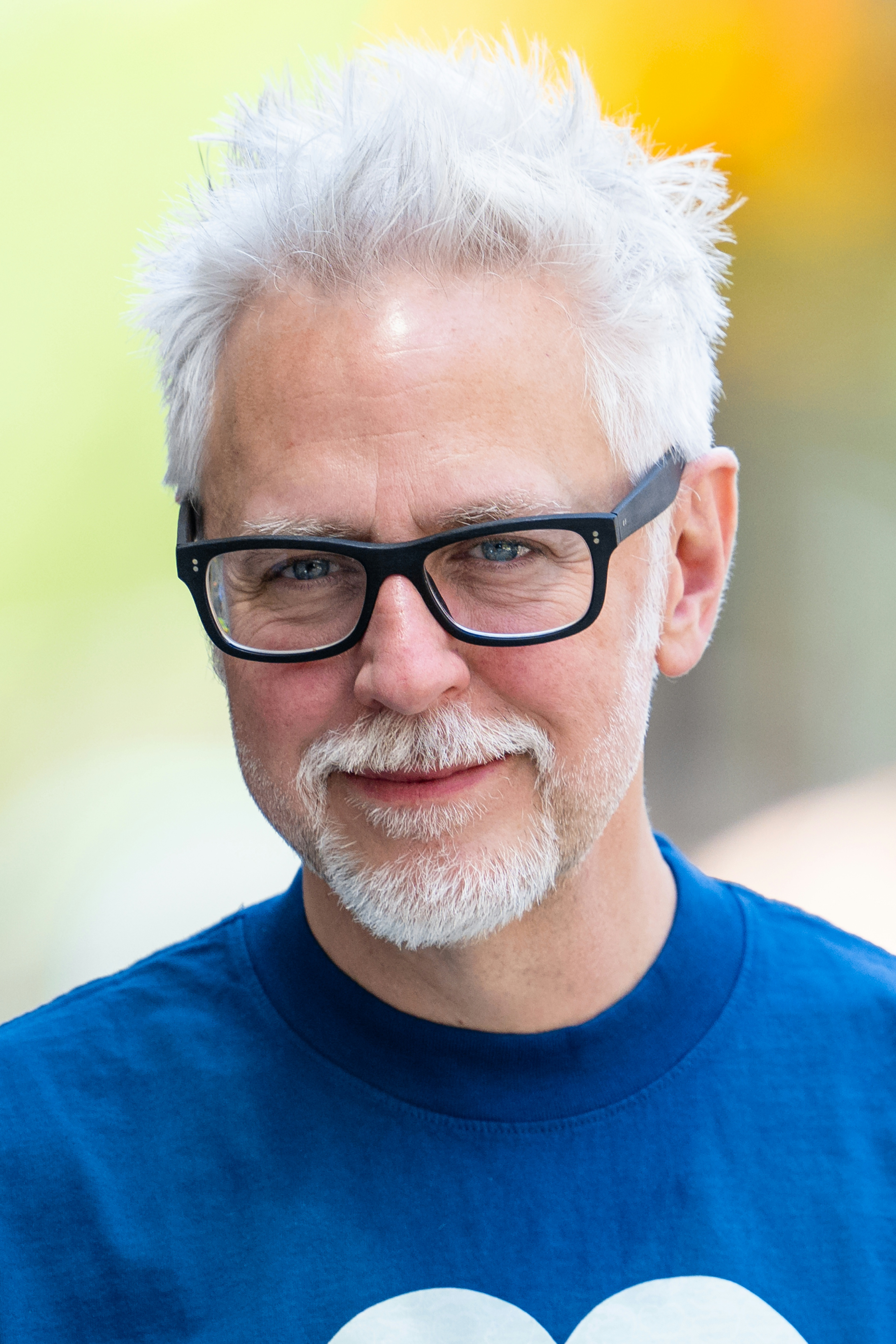
Сценарист и режиссёр Джеймс Ганн (фото сделано во время съёмок картины в 2024 году) начал работу над «Суперменом» в августе 2022 года

В апреле 2022 года конгломераты Discovery, Inc. и WarnerMedia слились воедино, образовав таким образом компанию Warner Bros. Discovery (WBD), главой которой стал Дэвид Заслав. Новая компания собиралась организовать «перестройку» внутри DC Entertainment, и Заслав начал поиски человека, который, аки президент Marvel Studios Кевин Файги, занял бы пост главы новой дочерней компании. Заслав и WBD считали, что DC не хватает «понятной стратегии в рамках творчества и бренда» и что компания слишком редко использует Супермена. С момента своего отказа Ганн неоднократно размышлял о том, какой бы проект о Супермене он создал, будь у него ещё одна возможность согласиться, и приблизительно в конце августа 2022 года Warner Bros. наняла его для работы над новым фильмом о Супермене, никак не связанным ни с продолжением «Человека из стали», ни тем более с «Расширенной вселенной DC». В процессе работы Ганн консультировался с Заславом.
В октябре того же года в прокат вышел фильм «Чёрный Адам» (2022), входящий в состав «Расширенной вселенной DC», в сцене после титров которого появился Кавилл. После этого появились сообщения о том, что Warner Bros. возобновляет работу над сиквелом «Человека из стали». Ровен стал продюсером нового фильма, а студия начала поиски сценаристов. Руководство хотело привлечь к режиссуре Маккуорри, но он не смог принять участия, поскольку был занят работой над фильмами «Миссия невыполнима: Смертельная расплата» (2023) и «Миссия невыполнима: Финальная расплата» (2025). Проект Абрамса и Коутса по-прежнему находился в работе. Кавилл в «Чёрном Адаме» появился с разрешения глав Warner Bros. Майкла де Луки и Памелы Эбди, когда к ним напрямую обратился исполнитель роли Чёрного Адама Дуэйн Джонсон. Джонсон начал продвигать идею фильма о противостоянии Адама и Супермена, в котором в роли последнего снялся бы Кавилл. Кавилл подписал одноразовый контракт на появление в «Чёрном Адаме» и лишь на словах был убеждён в том, что продолжит исполнять свою роль в «Расширенной вселенной DC», однако уже публично заявил о своём возвращении к роли Супермена в будущих проектах и добавил, что камео в «Чёрном Адаме» — это лишь «малая толика» того, что будет ждать зрителей в будущем. Он был «невероятно рад» тому, что история Супермена продолжит развиваться. К тому времени Стивен Найт переработал сценарий, в котором антагонистом выступил Брейниак, однако руководство Warner Bros. не впечатлил его подход. В числе потенциальных режиссёров, рассматриваемых студией, был Майкл Бэй.
В конце октября 2022 года Ганн и продюсер «Миссии навылет» Питер Сафран стали председателями и директорами компании DC Studios, бывшей DC Films. Через неделю после вступления в должности они приступили к работе над многолетним планом новой франшизы, получившей название «Вселенная DC» и представляющей собой «мягкую перезагрузку» «Расширенной вселенной DC». К середине ноября Ганн приступил к работе над сценарием нового фильма DC. Режиссёр входящего в состав «Расширенной вселенной DC» фильма «Флэш» (2023) Энди Мускетти заявил, что хотел бы снять проект о Супермене, выдержанный в том же стиле, что и фильм «Супермен» (1978) Ричарда Доннера. В начале ноября Кавилл рассказал о том, что хотел бы реализовать проект, в котором была бы исследована присущая Супермену «способность отдавать себя всего и любить» землян, вдохновляя других на подвиги, а также о своём намерении обсудить с Ганном будущее персонажа. Позднее в том же месяце, когда Ганн и Сафран разрабатывали свои планы, работа над сиквелом «Человека из стали» завершилась окончательно.
В декабре 2022 года Ганн заявил, что Супермен имеет для DC Studios большое, если не самое большое, значение, а после объявил о работе над сценарием нового фильма о Супермене, который сосредоточится на более молодой версии героя и в котором, следовательно, не снимется Кавилл. Предполагалось, что Ганн также выступит режиссёром. Джеймс позиционировал фильм не как историю происхождения Супермена, а как историю его работы репортёром и взаимодействия с ключевыми персонажами, например, с такими как Лоис Лейн. Ганн и Сафран встретились с Кавиллом, чтобы объяснить своё решение и обсудить его возможное появление в будущем с другой ролью. 31 января Ганн и Сафран представили проекты из своего расписания «Вселенной DC», которое начинается с первой главы, получившей название «Боги и монстры». Фильм о Супермене, получивший название «Супермен: Наследие», стал первой полнометражной картиной главы. Дату премьеры назначили на 11 июля 2025 года, день рождения покойного отца Ганна. Сафран заявил, что хотел, чтобы фильм снял Ганн. Сценарист добавил, что фильм будет в большей степени вдохновлён серией комиксов «Супермен: Все звёзды» (2005—2008) за авторством Гранта Моррисона и Фрэнка Куайтли, и уже на следующий день данная линейка оказалась в списке бестселлеров среди комиксов на Amazon. Кроме того, значимое влияние на сюжет картины оказали короткометражные мультфильмы о Супермене (1941—1943) производства Fleischer Studios, мультсериал «Супермен» (1996—2000) и следующие комиксы: мини-серия Superman: Birthright (2003—2004) за авторством Марка Уэйда, Лейнила Фрэнсиса Ю и Джерри Алангилана; сюжетная арка серии Action Comics «Брейниак» 2008 года от Джеффа Джонса и Гэри Фрэнка; кроссовер Superman: Ending Battle (2002) от Джонса, Джо Кейси, Джо Келли и Марка Шульца; и мини-серия Superman for All Seasons за авторством Джефа Лоуба и Тима Сейла. Кроме того, создатели вдохновлялись лимитированной серией комиксов «Царство небесное» от Уэйда и Алекса Росса; выпусками Action Comics за авторством Моррисона; и сюжетной аркой «Что случилось с Человеком Завтрашнего дня?» сценариста Алана Мура и художника Курта Свона.
В марте сценарист комиксов Том Кинг, работавший над глобальным сюжетом «Вселенной DC», заявил, что Ганн также выступит режиссёром фильма, что тот вскоре лично подтвердил, а Сафран был утверждён студией как продюсер. Сафран и Ганн спродюсировали фильм посредством своих студий The Safran Company и Troll Court Entertainment. Ганн заявил, что поначалу не решался снимать фильм, несмотря на то, что Сафран и прочие его к этому подталкивали, пока не осознал, каким образом фокус на достоянии Супермена и его аристократичных родителях-криптонцах и родителях-фермерах из Смолвиля, штат Канзас, сможет «дать герою понять, кто он и какой выбор он сделает». Ганн ощущал эмоциональную связь с данным аспектом из-за воспоминаний о своём покойном отце. В апреле постановщик заявил, что тон картины будет отличаться от того, что присущ его фильмам о Стражах Галактики, а позднее заявил о появлении в проекте Крипто, домашнего пса Супермена.

### Подготовка к съёмкам
В апреле 2023 года дизайнер костюмов и художник-постановщик приступили к работе и начался поиск актёров. К своим должностям вернулись Бет Микл и Джудианна Маковски, художник-постановщик и дизайнер костюмов «Миссии навылет» и фильма Ганна «Стражи Галактики. Часть 3» (2023) соответственно. Старт съёмок тогда был запланирован на январь 2024 года. Ганн сказал, что в фильме появится Джимми Олсен и что он не стремится сделать фильм комедийным. Постановщик надеялся на то, что проект будет отличаться от предыдущих лент о Супермене, при этом отдавая дань уважения всему, что выходило ранее. В конце апреля Ганн завершил работу над первым вариантом сценария, и ожидалось, что начавшаяся в мае забастовка Гильдии сценаристов США не повлияет на производство фильма.

Серия комиксов «Супермен: Все звёзды» (2005—2008) за авторством Гранта Моррисона и Фрэнк Куайтли оказала большое влияние на сюжет фильма; анонс проекта сопровождался обложкой первого выпуска серии (на иллюстрации)

Ганн хотел увидеть в роли Супермена актёра, который обладал бы человечностью, добротой и милосердием персонажа и был бы «кем-то, кого хочется обнять». К началу мая начались прослушивания потенциальных исполнителей ролей Супермена, Лоис Лейн и Лекса Лютора. Ганн же подключился к процессу чуть позднее, параллельно работая над раскадровками к фильму. В то же время Ганн посмотрел фильм «Пэрл» (2022), в котором его поразила актёрская игра Дэвида Коренсвета. Данный актёр уже заявлял о желании сыграть Супермена, и его прослушивание стало одним из первых, посещённых Ганном. Коренсвет стал главным претендентом и готовился пройти кинопробы в конце мая—начале июня; кроме него, на эту роль рассматривались Джейкоб Элорди, Том Бриттни и Эндрю Ричардсон. Элорди впоследствии отказался проходить пробы. Свои записи проб также присылали Патрик Шварценеггер, Пирсон Фод и Джек Куэйд. На роль Лейн рассматривались Эмма Маки, Рэйчел Броснахэн, Самара Уивинг и Фиби Дайневор, причём Дайневор вошла в список финалисток. Броснахэн записывала своё прослушивание вместе со своим мужем Джейсоном Ральфом, читавшим реплики Супермена. На роль Лютора рассматривалась кандидатура Николаса Холта, до этого претендовавшего на роль Бэтмена в одноимённом фильме 2022 года, однако позднее он стал кандидатом на роль Супермена. Актёр считал, что с образом Лютора он справится, но тем не менее, решил попробовать получить роль его архиврага. Ганн хотел, чтобы Лютора сыграл некто из актёров первой величины, с которыми он ранее работал, и он обсуждал эту возможность с одним из актёров из «Части 3» (предположительно с Брэдли Купером). Рассматривались и темнокожие актёры. Во время проб на роль антагониста персонаж был обозначен как «Высший» (англ. Apex), что является отсылкой к альтернативной версии Лютора из комиксов по имени Высший Лютор. Также предполагалось, что в сеттинге фильма будут действовать некоторые супергерои из комиксов и что ведутся поиски темнокожего актёра на роль Майкла Холта / Мистера Террифика и актрисы-азиатки или латины на роль персонажа, обозначенного как «Блиц»; предполагалось, что имеется в виду Дженни Блиц.
В середине июня Ганн и Сафран лично провели на студии Warner Bros. в Бёрбанке кинопробы, на которых присутствовали следующие пары актёров: Холт и Броснахэн, Бриттни и Дайневор, Коренсвет и Маки; актёры и актрисы были в костюмах и гриме Кента и Лейн. Затем кандидаты на роль Супермена надевали костюм персонажа перед Маки. Для этого использовался один из оригинальных костюмов, сшитых для Кавилла, который был на тот момент в плохом состоянии. По словам Ганна, Бриттни «испортил его», а Коренсвет из-за своего роста «порвал костюм в клочья». Ганн смонтировал записи проб, чтобы показать их решающей комиссии, среди членов которой был Заслав, и 27 июня студия объявила, что Коренсвет и Броснахэн сыграют Супермена и Лейн соответственно. Ганн лично связался с актёрами, чтобы сообщить им эту новость, причём Коренсвета он застал во время съёмок фильма «Смерч 2» (2024). В свой проект он актёра взял при условии, что тот будет относиться к членам съёмочной группы с пониманием и уважением, ссылаясь на свой опыт работы с Крисом Прэттом (Питер Квилл / Звёздный Лорд) и Джоном Синой (Кристофер Смит / Миротворец). За этим последовали кастинги на прочие роли, в том числе Лютора и членов супергеройской команды Авторитетов, которую планировалось представить в «Супермене» перед выходом её собственного фильма. В шорт-лист кандидатов на роль Лютора попали братья Александр и Билл Скарсгарды. Было неясно, будет ли Холт снова пробоваться на эту роль, однако Ганн позднее сам связался с актёром по этому поводу, и тот согласился, поняв, что этот образ ему подходит больше.
11 июля, ровно за два года до премьеры фильма, к актёрскому составу присоединились Изабела Мерсед, Эди Гатеги и Нейтан Филлион — они сыграли Кендру Сондерс / Девушку-ястреб, Мистера Террифика и Гая Гарднера / Зелёного Фонаря соответственно. Мерсед ранее пробовалась на роль Барбары Гордон / Бэтгёрл в одноимённом фильме, так и не вышедшем на экраны, а Филлион снимался во многих других проектах режиссёра, в том числе в «Миссии навылет», где он сыграл Кори Питцнера / ЧРЧ («Членораздельного чувака»); помимо этого, в нескольких мультфильмах по комиксам DC он озвучивал другого Зелёного Фонаря, Хэла Джордана. На следующий день Энтони Кэрриган получил роль супергероя Рекса Мейсона / Метаморфо. Ранее данный актёр заявлял о своём желании сыграть во «Вселенной DC» Лекса Лютора. Ганн присмотрел некоторых из этих актёров чуть раньше, но ждал того момента, когда будут найдены исполнители ролей Супермена и Лейн, прежде чем вступить в переговоры с остальными, на что было выделено мало времени в преддверии забастовки SAG-AFTRA, которая началась 14 июля. В ответ на беспокойства относительно того, что другие супергерои будут перетягивать внимание на себя и истории Супермена и Лейн не будет уделено достаточно времени, Ганн заявил, что эти двое по-прежнему в центре внимания и что остальные актёры появятся и в других проектах «Вселенной DC». Режиссёр затем добавил, что включил в фильм столько персонажей для того, чтобы исследовать взаимоотношения Кларка со своими коллегами и Супермена с другими героями, и что и те, и другие повлияют на моральные ценности и выборы персонажа.
По окончании забастовки сценаристов в сентябре 2023 года старт съёмок «Супермена» был запланирован на первую половину 2024 года. В следующем месяце появилась информация о том, что Джейсон Момоа, исполнитель роли Аквамена в «Расширенной вселенной DC», хотел сыграть персонажа Лобо в «Супермене» или в сольном фильме и вступал в переговоры со студией по этому вопросу; позднее стало известно, что в данной роли Момоа появится в фильме «Супергёрл» (2026). В ноябре, когда забастовка SAG-AFTRA закончилась, студией было объявлено, что съёмки начнутся в марте 2024 года; Ганн по-прежнему намеревался выпустить фильм в июле 2025 года, параллельно работая над персонажами и декорациями. Вскоре после этого Мария Габриэла де Фария присоединилась к актёрскому составу с ролью одного из антагонистов фильма, Анджелы Спики / Инженера. В то же время певица Мэдисон Бир рассказала о том, что пробовалась на неназванную роль в картине, отправив самопробу; так же поступил и ОʼШи Джексон-младший. Оба они в конечном итоге в проект не попали. До забастовки актёров создатели вели переговоры с Холтом по поводу роли Лютора, а по её окончании они вновь сели за стол переговоров; тем временем Скайлер Джизондо и Сара Сампайо получили роли фотографа Джимми Олсена и помощницы Лютора Евы Тешмахер соответственно; по словам Ганна, Джизондо, Сампайо и де Фарию он выбрал ещё до забастовки актёров, а на роли Мистера Террифика и Тешмахер пробовалось много актёров, из числа которых было сложно выбрать кого-то одного.
В декабре Шон Ганн, брат Джеймса, получил роль Максвелла Лорда, персонажа, который должен появиться в нескольких проектах «Вселенной DC»; ранее этот герой появлялся в фильме «Чудо-женщина 1984» (2020), где его сыграл Педро Паскаль. На тот момент времени планировалось, что персонаж будет упомя́нут в «Супермене», однако появится ли он сам в картине, до конца не было известно. Джеймс подтвердил, что Холт наконец заключил сделку и будет играть Лютора, а Мириам Шор, появлявшаяся ранее в «Стражах Галактики. Часть 3», вступила в переговоры с целью получить роль в фильме. Сайт The Hollywood Reporter также сообщил, что в актёрском составе числится Пом Клементьефф, игравшая в «Стражах Галактики» персонажа Мантис, однако Джеймс Ганн заявил, что даже не планировал звать Клементьефф, добавив, что Шор не получала никаких ролей. Также он заявил, что на момент начала забастовки сценаристов сценарий картины был почти готов. В январе 2024 года Джеймс заявил, что работа над декорациями, гримом и компьютерными моделями идёт по плану, костюмы готовы, а бо́льшая часть актёрского состава уже сформирована. По словам Броснахэн, фильм сделан с любовью к первоисточникам, поскольку многие актёры и члены съёмочной группы смотрели фильмы о Супермене и читали комиксы о нём. В конце января Милли Олкок получила роль двоюродной сестры Супермена Кары Зор-Эл / Супергёрл. Дебют героини состоялся в «Супермене», а спустя год выйдет её одноимённый сольный фильм. Ранее в том же месяце Олкок присутствовала на пробах на съёмочной площадке кинокомикса в Атланте, во время которых актриса надевала костюм своего персонажа.
5 февраля 2024 года в штате Огайо началась подготовка к съёмкам. В то же время Отдел развития штата Огайо сообщил о том, что выделит на съёмки «Супермена» более $ 11 млн долларов в рамках программы предоставления налоговых льгот, позволяя студии снимать картину в городах Кливленде и Цинциннати, которые находятся в этом штате. Позднее в сети появилась информация о том, что бюджет фильма составит $ 363,8 млн с учётом $ 37 млн, потраченных на съёмки в Огайо, однако Ганн заявил, что эти данные не соответствуют действительности, потому что в противном случае «Супермен» стал бы одной из самых дорогих супергеройских картин в истории. Ближе к премьере появилась информация о том, что бюджет составил $ 255 млн с учётом налоговых льгот. Позднее в феврале комик Бассем Юссеф заявил, что у него была роль в фильме, но Ганн решил убрать его персонажа из сюжета. По данным инсайдеров, комик должен был сыграть Румаана Харджади, главу вымышленного государства Среднего Востока. Сам Юссеф считал, что такое решение связано с заявлениями комика от октября 2023 года, в которых он критиковал Кабинет министров Израиля в период войны в секторе Газа, однако журналисты данную точку зрения не разделяли. Ганн же рассказал о том, что они с Юссефом обсуждали возможность пригласить его на роль, однако формально режиссёр и комик об этом не договаривались, а персонаж исчез из итоговой версии сценария в период между окончанием забастовки сценаристов и заявлениями Юссефа. 22 февраля Ганн организовал для актёров читку сценария и объявил, что Теренс Роузмор, ранее игравший несколько мелких ролей в других проектах режиссёра, сыграет подручного Лекса Лютора по имени Отис. На следующий день Заслав подтвердил, что съёмки начнутся спустя неделю. 29 февраля Ганн заявил о сокращении названия картины путём удаления подзаголовка «Наследие» — теперь она называется просто «Супермен». Такое решение он принял по завершении работы над итоговой версией сценария, посчитав, что его история о движении вперёд, а подзаголовок «Наследие» подразумевает, что Супермен оглядывается назад.

### Съёмки

Фотографии со съёмок фильма
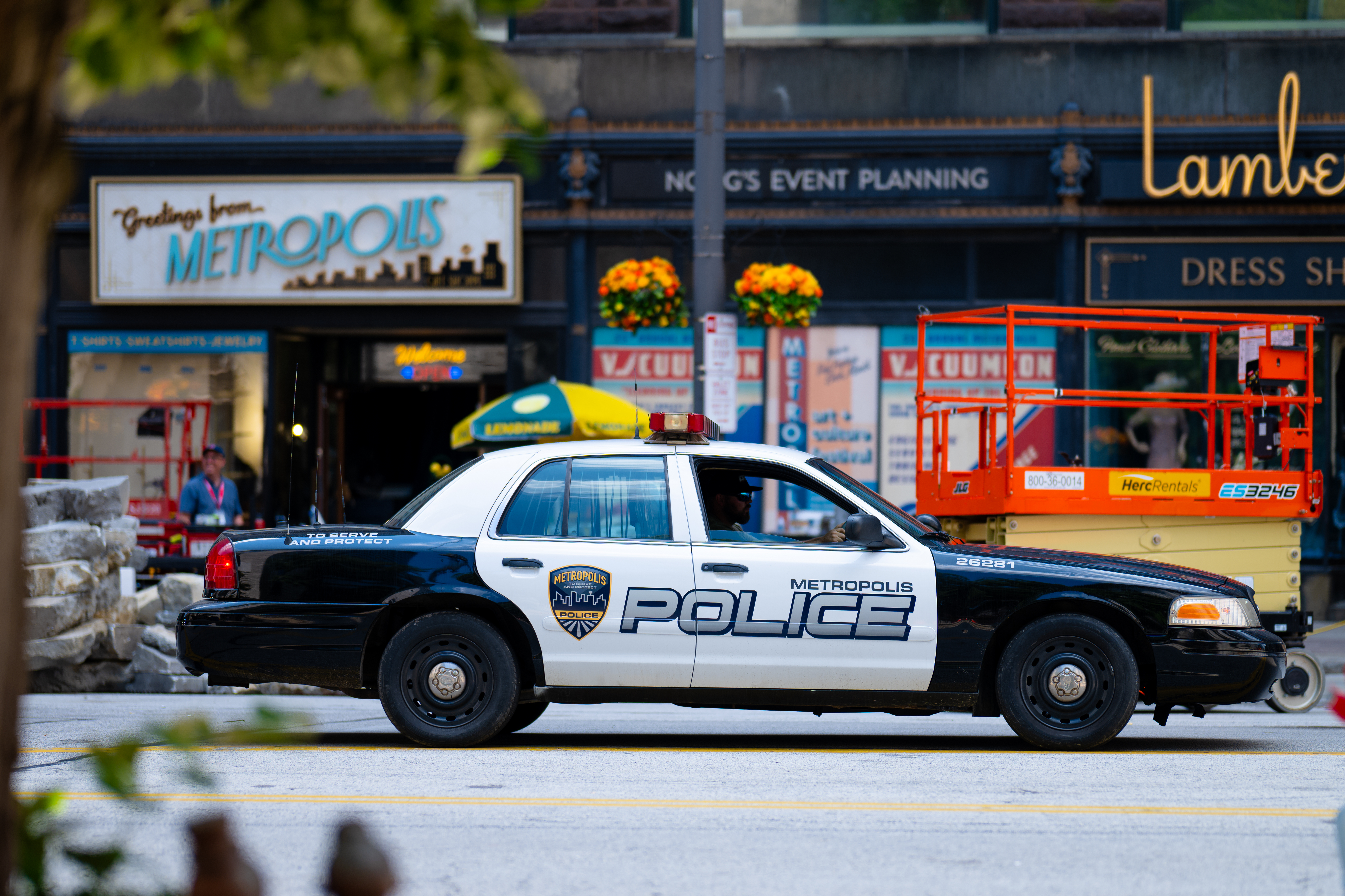
Автомобиль Департамента полиции Метрополиса (передний план) и билборд с надписью «Привет из Метрополиса» (задний план)
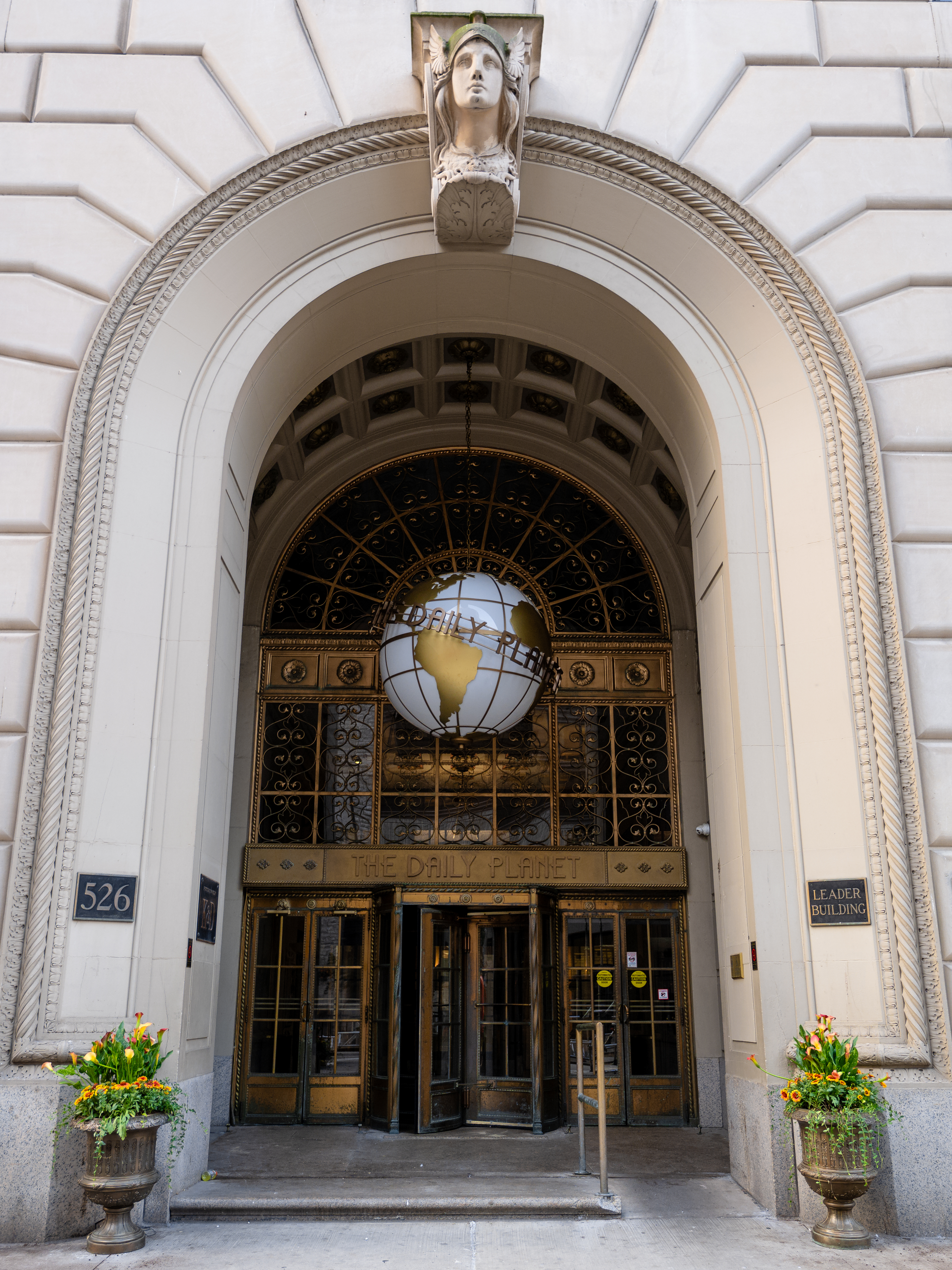
Вход в редакцию Daily Planet
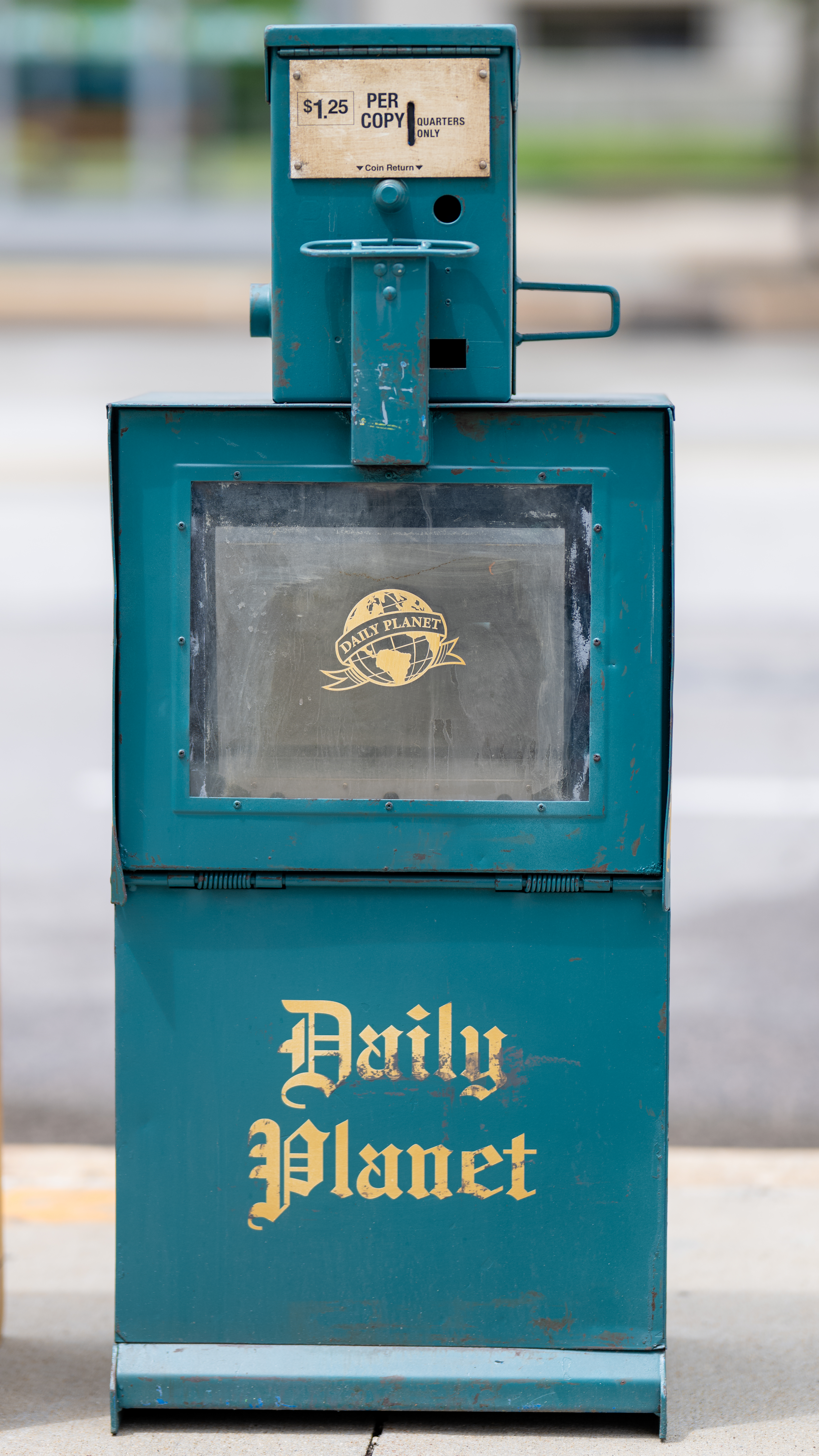
Газетный ящик Daily Planet
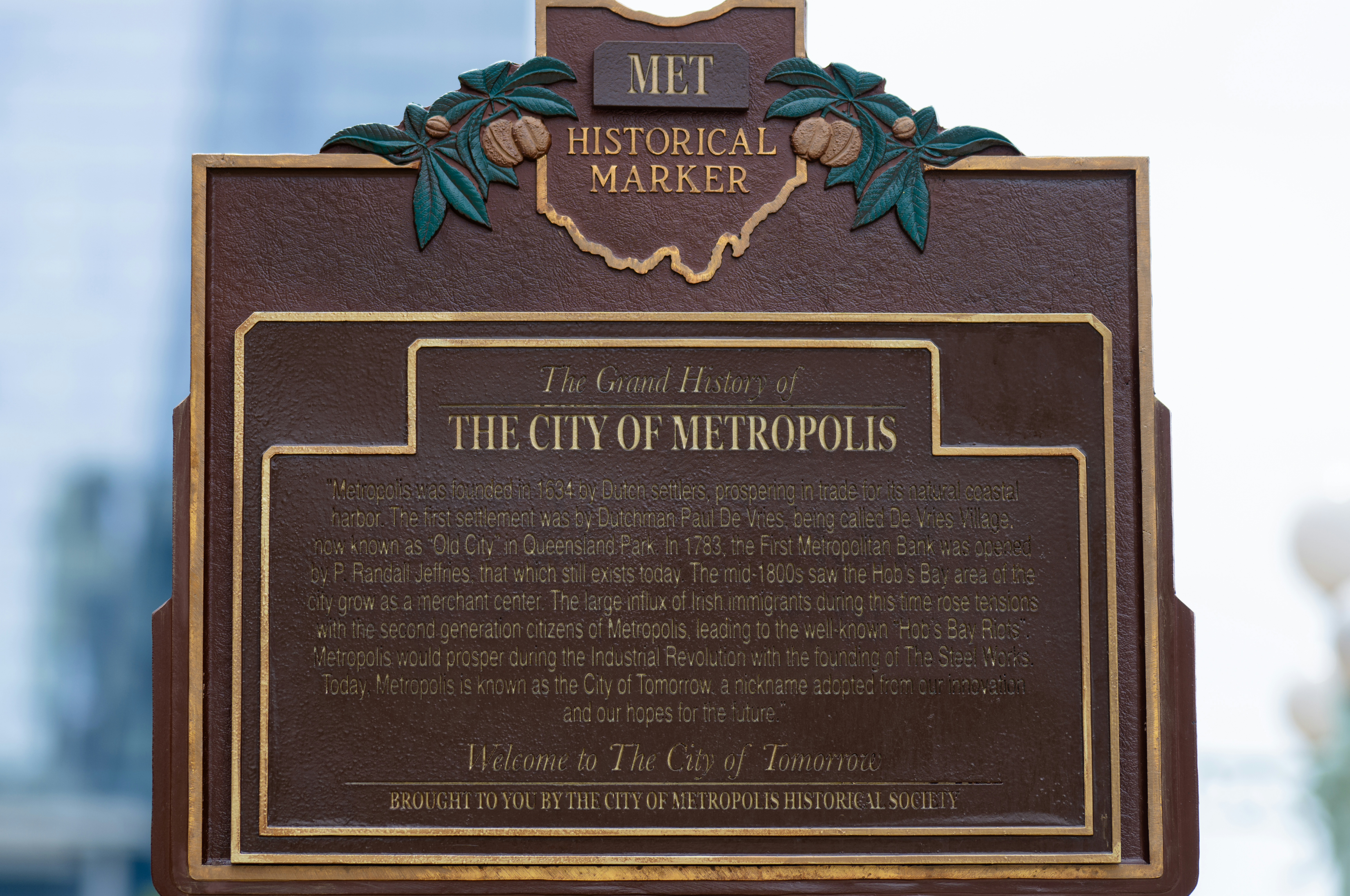
Табличка с историей Метрополиса

Съёмки фильма начались 29 февраля 2024 года — в день, который, согласно канону DC, является днём рождения Супермена, — в долине Адвентдален на архипелаге Шпицберген в Норвегии. В течение недели там снимали сцены, действие которых происходит в Крепости Одиночества. По словам Ганна, данную локацию он выбрал из-за красоты её пейзажей и схожести Шпицбергена с Арктикой. Съёмки проходили под рабочим названием «Генезис» (англ. Genesis). Оператор — Генри Брэйем, ранее снимавший последние два фильма о Стражах Галактики, «Миссию навылет» и «Флэша». Картина была целиком и полностью снята на камеры Red Digital Cinema в формате IMAX. Изначально Warner Bros. планировала начать съёмки в январе того же года, но из-за забастовки SAG-AFTRA старт процесса пришлось перенести. Производство должно было продлиться четыре месяца. За практические эффекты отвечала студия Legacy Effects.
В начале марта Уэнделл Пирс получил роль персонажа по имени Перри Уайт. С 8 марта по 2 августа съёмки должны были проходить на площадке Trilith Studios в Атланте. 37 дней съёмочного процесса (в рамках временного промежутка с 1 апреля по 23 августа) прошли в городах Кливленде и Цинциннати (штат Огайо). Съёмки также проходили в городе Мейконе (штат Джорджия). Позже в апреле Пруитт Тейлор Винс и Нева Хауэлл получили роли Джонатана и Марты Кент. В начале июня Бек Беннетт, Микаэла Гувер и Кристофер Макдональд получили роли репортёров Daily Planet Стива Ломбарда, Кэт Грант и Рона Трупа. Гувер ранее играла в предыдущих картинах Ганна. В фильме есть 12-минутная сцена интервью Супермена Лоис. Ганн описал этот фрагмент как десять процентов от фильма, отснятые за два дня и позволяющий «прочувствовать» химию между персонажами. Фильм «Его девушка Пятница» (1940) послужил главным ориентиром для показа их взаимоотношений как «равных матчей» для каждого с наличием «страстного романа» и умного юмора, вдохновлённых работами Престона Стёрджеса. К концу июня появилась информация о том, что в фильме появятся персонажи из мультсериала «Монстры-коммандос» (с 2024); кроме того, Ганн и Сафран изначально заявляли, что актёры, которые будут озвучивать своих персонажей в анимации, будут играть их в кино в рамках «Вселенной DC». Когда в Сеть попали фото со съёмок, стало известно, что в «Супермене» зрители увидят как минимум одного героя из мультсериала — Рика Флага-старшего в исполнении Фрэнка Грилло.
14 июня съёмочная группа отправилась в Северо-восточный Огайо, а конкретнее — в национальный парк Headlands Beach в городе Менторе. Начиная с 24 июня, съёмочная группа шесть недель провела в Кливленде, сперва приступив к работе в деловом районе Кливленда. Там съёмки прошли на Онтарио-стрит, автостанции «Грейхаунд», площади Паблик-сквер, мосту Детройт—Супериор, в небоскрёбе PNC Plaza, на стадионе «Прогрессив-филд» и в местном торговом центре «Аркейд». На Паблик-сквер были отсняты внешние виды зданий Huntington Bank, Key Tower, а также монумент солдатам и морякам. Роль экстерьера редакции Daily Planet «сыграло» здание Leader Building, а Key Tower стало штаб-квартирой компании Stagg Enterprises. 16 июля Ганн заявил, что съёмки в Кливленде завершены, а до окончания всего процесса осталось несколько недель. К 18 июля съёмочная группа переместилась в Цинциннати. Там съёмки проходили в музейном центре Цинциннати (а конкретнее — на Объединённом вокзале), в туннеле Литл и на других локациях. Съёмки завершились 30 июля 2024 года.

### Завершение производства
На протяжении нескольких лет я всё думал: «А как я поступлю с Суперменом, если мне снова выпадет шанс? Какой подход найти к персонажу, которого многие считают старомодным? За эти годы ведь было множество различных версий его образа, и как тогда адаптировать его для современных зрителей?» Я знал, что хочу создать историю, в равной степени человечную и фантастическую… В которой есть всё то фантастическое, чего в фильмах про Супермена по сути-то и не было: летающий пёс, гигантский кайдзю, карманные вселенные, наука и чародейство — в общем всё то, что было в старых мультфильмах Макса Флейшера.
В августе 2024 года Шон Ганн подтвердил, что появится в фильме в роли Максвелла Лорда. В следующем месяце появилась информация о том, что в картине также появится Алан Тьюдик, озвучивший нескольких персонажей в «Монстрах-коммандос»; Тьюдик озвучил робота Супермена по имени «Четыре». Марк Уэйд сообщил о появлении Крипто, что Джеймс Ганн официально подтвердил в октябре. По его словам, образ персонажа вдохновлён его домашним питомцем Одзу, которого тот взял из приюта вскоре после начала работы над «Суперменом»; по его словам, Одзу поначалу был «проблемным, мягко говоря… Помнится, я думал: „Боже, а если бы у Одзу и сверхсилы были, какой бы тяжёлой была жизнь?“ — и после этого Крипто попал в сценарий, после чего формат истории изменился».
К началу декабря Ганн стал проводить тестовые показы картины. Вскоре после них он планировал по полтора дня доснимать в Лос-Анджелесе некоторые кадры, призванные, по его словам, «улучшить фильм» без пересъёмки целых сцен. В январе 2025 года было подтверждено появление Олкок в фильме. В конце мая в Атланте прошло три дня дополнительных съёмок, а 5 июня Ганн заявил, что работа над монтажом фильма завершена. Позднее в том же месяце подтвердилась информация об участии Майкла Рукера, Клементьефф, Купера и Анджелы Сарафян; первые два актёра озвучили роботов Супермена, а Купер и Сарафян — криптонских родителей Супермена, Джор-Эла и Лару Лор-Ван. Режиссёрами монтажа стали Уильям Хой и Крэйг Альперт, работавшие над лентами «Бэтмен» (2022) и «Синий Жук» (2023) соответственно. За визуальные эффекты в «Супермене» отвечало большинство специалистов, работавших над «Стражами Галактики. Часть 3», в том числе супервайзер Стефан Черетти Графикой занимались студии Framestore, Industrial Light & Magic (ILM) и Wētā FX.

## Музыкальное сопровождение
В декабре 2023 года Джеймс Ганн заявил, что бо́льшая часть музыкальных тем для фильма уже написана, однако имя композитора он не раскрыл, так как тот ещё не заключил сделку о работе над проектом. В феврале 2024 года Джеймс наконец объявил, что музыку к фильму напишет Джон Мерфи, работавший над такими проектами режиссёра, как «Миссия навылет», «Стражи Галактики: Праздничный спецвыпуск» (2022) и «Стражи Галактики. Часть 3». В декабре Ганн подтвердил, что Мерфи использует новую версию композиции «Superman March» из фильма 1978 года за авторством Джона Уильямса. Ганн считает саундтрек Уильямса одним из величайших в истории, и с самого начала работы над картиной он ассоциировал свой проект с данной музыкальной темой. Путём её включения в проект Ганн решил сослаться на прошлые фильмы о персонаже. В отличие от других проектов режиссёра, в «Супермене» меньше лицензированных песен. В апреле 2025 года появилась информация о том, что определённую часть музыки написал Дэвид Флеминг, указанный в титрах наряду с Мерфи. Для саундтрека Ганн и вокалист группы Foxy Shazam Эрик Нелли написали оригинальную песню, исполненную Нелли и дочерью Сафрана Лу Лу:2:33–2:45.

## Рекламная кампания

Опубликованная Джеймсом Ганном промо-картинка с изображением Дэвида Коренсвета в костюме Супермена

В честь начала съёмок в феврале 2024 года Ганн опубликовал изображение логотипа Супермена, которое, как отмечали многие комментаторы, похоже на эмблему на костюме персонажа из комикса «Царство небесное», пусть и с классической жёлто-красной цветовой гаммой. В апреле того же года Сафран рассказал о фильме на презентации Warner Bros. на фестивале CinemaCon, показав видеообращения Ганна, Коренсвета и Броснахэн. На панели также была впервые полноценно продемонстрирована эмблема Супермена, а Ганн заявил о своём намерении в следующем году лично приехать на мероприятие вместе с актёрским составом фильма, ознаменовав начало «лета Супермена» в преддверии премьеры картины. В начале мая Ганн выложил в Интернет изображение Коренсвета в костюме Супермена; на нём герой надевает свои ботинки, а на заднем плане на город нападает злодей внеземного происхождения. Многие обратили внимание на возвращение красных брифов, отсутствовавших на костюме Супермена в «Человеке из стали». Также обозреватели увидели в костюме элементы образа персонажа из комиксов линейки The New 52, которые рисовал Джим Ли. В то же время поза персонажа и враг на заднем плане заставили комментаторов задуматься о характеризации Супермена и об угрозах, с которыми он столкнётся. Позднее в том же месяце на выставке Licensing Expo в Лас-Вегасе Warner Bros. представила фотозону в виде Крепости Одиночества.
В октябре 2024 года Ганн в честь «месяца заведения приютских собак» опубликовал первое изображение Крипто с Суперменом. 16 декабря вышел анимированный постер, сопровождавшийся замедленной версией композиции «Superman March» с сыгранным на электрогитаре вступлением. Журналист Variety Джордан Моро назвал постер данью уважения Супермену Кристофера Рива, сочтя музыку более спокойной и «более глубокой», чем у Уильямса. В тот же день на пресс-показе был представлен тизер-трейлер, который 19 декабря вышел в общий доступ. Ролик собрал более 250 млн просмотров по всему миру за первые 24 часа, что сделало его самым просматриваемым и обсуждаемым трейлером фильма DC или Warner Bros. на то время. В тот же день лейбл WaterTower Music выпустил музыку из трейлера в формате сингла под названием «Theme from Superman (Trailer Version)». 9 февраля 2025 года, в воскресенье Супербоула, проводилось проспонсированное телеканалом Animal Planet мероприятие Puppy Bowl XXI, которое имитирует Супербоул, однако игроками становятся щенки. По итогу награда «Krypto Super Play» была вручена одному из щенков, участвовавших в игре. На акции присутствовал Джеймс Ганн со своей собакой Одзу, которые вместе представили новые материалы по фильму.
В конце февраля 2025 года DC Studios наняла Рики Штрауса, который ранее возглавлял отдел маркетинга Apple TV+ и Disney, для консультаций по продвижению «Супермена». Это произошло после того, как в прошлом месяце глава отдела глобального маркетинга Warner Bros. Джош Голдстайн ушёл со своего поста. Сафран отметил, что Заслав смог объединить всю компанию вокруг этого фильма, подобно тому, как это было сделано с такими успешными проектами Warner Bros., как «Барби» (2023). В апреле того же года Ганн, Коренсвет, Броснахэн и Холт приехали с целью продвижения картины на CinemaCon, представив там отрывок и новые кадры со съёмок. Расширенная версия сцены из тизер-трейлера, выложенная в Сеть, также демонстрировалась в кинотеатрах перед сеансами фильма «Minecraft в кино» в IMAX. Журналист IGN Джим Вейвода отметил, что Крипто в отрывке привлёк всеобщее внимание своим «собачьим баловством», а авторы Deadline Hollywood назвали ролик более подробным взглядом на «самую душевную часть» тизер-трейлера. В «день Супермена» 18 апреля вышло видео со съёмок, приуроченное к дате дебюта персонажа в первом выпуске Action Comics. Кейд Ондер из ComicBook.com заметил, что основной акцент в ролике сделан на оптимизме Супермена, сложных декорациях и костюмах.
14 мая вышел официальный трейлер, который обозреватель Bleeding Cool Рэй Флук назвал «бэнгером», особое внимание обратив на экшен, юмор и второстепенных персонажей DC. По его словам, трейлер подтвердил, что Супермен находится «в надёжных руках» и что это «определённо тот Супермен, который нам сейчас необходим как никогда». Уэсли Инь-Пул из IGN посчитал, что интервью Кента Лейн, показанное в ролике, акцентирует внимание на правильности вмешательства Супермена в военные действия за пределами США; обозреватель Polygon Майкл Макуэртор также отметил поднятый в трейлере вопрос, представляют ли действия Супермена американские ценности. В начале июня вышел роман-приквел под названием Superman: Welcome to Metropolis, рассказывающий о начале карьеры Кларка и Лоис в Daily Planet, о членах Банды справедливости, а также о персонаже Металло. 11 июня вышел финальный трейлер. Журналист Gizmodo Жермен Люссье отметил, что это «самый подробный трейлер на данный момент». Он похвалил визуальные эффекты, боевые сцены и акцент на ненависти Лютора к Супермену. Джордж Марстон из Total Film предположил, что Супермен будет как сотрудничать с Бандой справедливости, так и противостоять ей; такой вывод он сделал, основываясь на моментах, где герой сотрудничает с Мистером Террификом, однако Гарднер «с ним враждует». Обозреватель MovieWeb Эрнесто Валенсуэла посчитал, что демонстрация того, как монолог Лютора в начале затмевается оптимизмом Супермена, является «отличным способом создания трейлера».
17 июня на мероприятии CineEurope в Барселоне посетители увидели первые 30 минут картины. Также отрывок был показан в Маниле, что ознаменовало начало «Мирового тура Супермена», проходящего в семи крупных городах мира в преддверии выхода в прокат. 1 июля на вершине небоскрёба The Shard в Лондоне была установлена статуя Супермена высотой 3,4 м. На её создание ушло четыре месяца, и она стала самой высокой общественной скульптурой в Великобритании. Также в Лондоне на ограниченный период времени открылось 25 газетных киосков Daily Planet. 2 июля Warner Bros. провела в кинотеатре Empire Leicester Square в Лондоне специальный показ «Супермена» для фанатов. Компания Fandango в сотрудничестве с Amazon Prime провела 8 июля предварительные показы в избранных кинотеатрах. Показатели предпродаж билетов в первый день стали лучшими за 2025 год, обойдя аналогичные показатели проданных билетов на выходящий в том же месяце фильм Marvel «Фантастическая четвёрка: Первые шаги». Компании Funko и McFarlane Toys выпустят фигурки по «Супермену». По данным The Hollywood Reporter, DC Studios и Warner Bros. потратили на продвижение картины приблизительно $ 200 млн. Variety сообщила, что сам фильм стоил 225 миллионов долларов, ещё 125 миллионов ушли на международный маркетинг, включая дорогостоящие сцены. Джеймс Ганн получил гонорар 15 миллионов долларов, в 20 раз больше, чем ведущие актёры Дэвид Коренсвет и Рэйчел Броснахэн, которым заплатили по 750 тысяч долларов.
На фоне массовых протестов, связанных с миграционной политикой 47-го президента США Дональда Трампа, Ганн в интервью изданию The Times заявил, что Супермен — это «иммигрант, приехавший из других мест и заселивший страну, но для меня это в первую очередь история о том, что элементарная человеческая доброта — это ценность, которую мы потеряли». Заявление режиссёра вызвало негативную реакцию со стороны движения MAGA, в том числе консервативного телеканала Fox News, назвавшего ленту «супервоукнутой». Ганн в ответ сказал, что фильм создан для «всех и каждого» и что он «о доброте, то есть о том, что близко всем нам».

## Премьера
Мировая премьера фильма «Супермен» состоялась 7 июля в китайском театре TCL в Лос-Анджелесе. 9 июля Warner Bros. Pictures выпустила кинокомикс в международный прокат. 10 июля картина вышла в странах СНГ, а 11 июля — в США и Китае, в том числе в премиальных форматах IMAX, RealD 3D, Dolby Cinema, ScreenX и 4DX. Проект стал первым фильмом первой главы «Вселенной DC» под названием «Боги и монстры».
В январе 2025 года наследники одного из создателей Супермена Джо Шустера подали в суд на WBD, утверждая, что права на прокат фильма в некоторых других странах перешли к ним в разное время в соответствии с разными законами об авторском праве; так, в иске утверждается, что в 2017 году истцы получили права на распространение картины в Великобритании, Ирландии и Австралии, а в 2021 году — в Канаде. Спустя два месяца WBD направила в суд ходатайство об отклонении иска, ссылаясь на то, что предыдущие подобные дела наследникам выиграть не удавалось; в апреле суд отклонил иск, ссылаясь на отсутствие международной юрисдикции. Спустя месяц наследники обратились уже в Верховный суд штата Нью-Йорк с требованием судебного запрета, но в начале июня ходатайство было отклонено.

## Восприятие

### Кассовые сборы
В начале июня 2025 года издание TheWrap сообщило, что для того, чтобы принести студии прибыль, «Супермену» необходимо собрать не менее $ 500 млн, а чтобы проект можно было считать успешным, сборы должны составить $ 700 млн. По данным The Hollywood Reporter, фильм имеет шансы собрать примерно $ 175 млн в домашнем прокате в свои дебютные выходные, а мировой прокат он может завершить с результатом более $ 1 млрд. Журналисты принимали во внимание высокие просмотры первого трейлера и затраты на производство и продвижение, которые в общей сложности составили приблизительно $ 400 млн. За три недели до премьеры «Супермена» аналитики предположили, что в дебютный уикенд картина соберёт $ 125—145 млн, что больше аналогичных показателей «Человека из стали» ($ 116 млн). DC Studios и Warner Bros. же нацелились на сборы в диапазоне $ 90—125 млн. Также высказывалось мнение о дебюте с результатом в $ 175 млн.
На предварительных показах в четверг фильм собрал $ 22,5 млн, учитывая показы в кинотеатрах во вторник от Amazon Prime. Это лучшие кассовые сборы предварительного просмотра для любого фильма, вышедшего в 2025 году, а также рекордный показатель среди всех проектов Джеймса Ганна. Сборы «Супермена» с предварительных показов также обогнали комедию «Барби», предыдущего рекордсмена Warner Bros. по сборам с предварительных показов. В первый день американского проката «Супермен» заработал $ 56,5 млн, показав второй результат в 2025 году после картины «Minecraft в кино».

### Критика
На сайте-агрегаторе рецензий Rotten Tomatoes фильм имеет рейтинг свежести 83 % на основе 476 отзывов. Сайт обобщает мнения критиков так: «Показывая динамичный новый мир и помещая в центр внимания широкую душу своего героя, этот „Супермен“ взмывает вверх, в то время как Человек Завтрашнего дня остаётся приземлённым». Сайт-агрегатор Metacritic присвоил картине 68 баллов из 100 на основе 58 отзывов, что соответствует критерию «в целом положительные отзывы». Зрители, опрошенные CinemaScore, поставили фильму среднюю оценку «A−» по шкале от «A+» до «F». Средняя положительная оценка на PostTrak составила 86 %, при этом 78 % зрителей заявили, что «однозначно рекомендуют его к просмотру».
Алисса Уилкинсон для The New York Times дала положительный отзыв, в котором сравнила картину с кинокомиксом «Железный человек» 2008 года, положившим начало медиафраншизе «Кинематографическая вселенная Marvel» а также отметила, что «Супермен» повествует больше о гуманизме, чем о патриотизме. Том Йоргенсен из IGN поставил фильму 8 баллов из 10 и заявил, что «Супермен» — это «удивительно увлекательная и душевная кинематографическая перезагрузка „Человека из стали“ и великолепное начало киновселенной DC на большом экране». По словам Оуэна Глейбермана, пишущего для Variety, причина того, что лента не дотягивает до других супергеройских блокбастеров, состоит в том, что её персонажи не успевают поразмышлять о меняющейся реальности их мира. При этом критик высоко оценил актёрскую игру Коренсвета, Броснахэн и Холта. Николас Барбер из BBC поставил фильму 3 звезды из 5, заявив, что «нужно обладать некоторой наглостью, чтобы снять голливудский блокбастер стоимостью в миллиард долларов, который так похож на эксцентричный научно-фантастический фильм категории B». Уильям Биббиани из TheWrap назвал операторскую работу «яркой» и «привлекательной», сравнил Лекса Лютора с Илоном Маском и отметил, что Джеймсу Ганну удалось снять отличный и развлекательный фильм, который показывает веру Супермена в людей и то, как люди реагируют на его поступки и убеждения. Эми Николсон в своей статье для Los Angeles Times раскритиковала образ Супермена, которого Ганн, в виду своей неискренности, сделал «тупым», «подавленным», «импульсивным» и вызывающим лишь сочувствие. При этом сюжет она назвала достаточно увлекательным, а также похвалила музыку, написанную Джоном Мерфи и Дэвидом Флемингом. Скотт Филлипс из Forbes высоко оценил химию между персонажами Коренсвета и Броснахэн, и заявил следующее: «Этот Супермен возвращает красочные визуальные эффекты, юмор, остроумные шутки во время битвы, беззаботность старинных комиксов».
Трейс Совер написал отзыв для AwardsWatch, в котором присвоил картине оценку «B» и добавил, что в данный момент, на фоне трудностей Marvel Studios, мяч находится на стороне DC Studios, поскольку данный «Супермен» существует на своих собственных условиях. Джейк Коул из Slant Magazine отметил актёрскую игру Николаса Холта, заявив, что ранние адаптации Лекса Лютора в кино были либо плохо представлены, либо являлись карикатурами на злодея, в то время как Лютор Холта — это настоящий безумный гений, чьи технологические и денежные возможности позволяют ему стать серьёзной угрозой для Супермена. «После стольких неуклюжих попыток перенести персонажа в современную эпоху этот Супермен наконец признаёт, что персонаж был опорой на протяжении почти столетия именно потому, что он выступает за вещи, выходящие за рамки модных тенденций», — заключает Коул. Дэвид Кроу из Den of Geek поставил кинокомиксу 4 звезды из 5, высоко оценил визуальные эффекты, в том числе сцены сражений и полётов Супермена, и обозначил адаптацию Лоис Лейн в исполнении Броснахэн лучшей из всех существующих, но при этом назвал картину «перегруженной» и «суетливой». В своей рецензии для Consequence Лиз Миллер заявила, что фильм не жертвует своим главным героем ради создания франшизы. Вместо этого картина фокусируется на прославлении ценностей, которые воплощал сам Супермен с самого начала. Питер Брэдшоу из The Guardian поставил ленте 2 звезды из 5, окрестил кинокомикс «тусклым перезапуском Джеймса Ганна» и отметил, что фильм отягощён бессмысленной и запутанной предысторией, транслируемой с помощью «нудных» титров в самом начале. Критик раскритиковал Дэвида Коренсвета, описав его как актёра с «квадратным лицом и ванильным унынием», а также сравнил Лоис Лейн с Моникой Геллер из телесериала «Друзья» (1994—2004). Софи Батчер в своём обзоре для журнала Empire поставила «Супермену» аналогичную оценку и заявила о недостатках в сценарии и несоответствиях в постановке. К тому же, она подчеркнула, что Лекс Лютор изображён как агрессивный социопат, который из-за неприязни к Супермену занимается «безрассудной наукой» ценой уничтожения мира. При этом Батчер отметила актёрскую игру и назвала сцену с интервью у Супермена «одной из лучших в фильме».

### Награды и номинации
| Награда                            | Дата церемонии вручения | Категория                                      | Получатель(-и) | Результат | Ист.    |
| ---------------------------------- | ----------------------- | ---------------------------------------------- | -------------- | --------- | ------- |
| «Золотой трейлер»                  | 29 мая 2025             | «Лучший трейлер летнего блокбастера 2025 года» | «Fight»        | Номинация | [ 292 ] |
| Кинопремия «Астра» середины сезона | 3 июля 2025             | «Самый ожидаемый фильм»                        | «Супермен»     | Номинация | [ 293 ] |

### Влияние
Согласно результатам исследования сайта для дрессировки собак Woofz, после премьеры кинокомикса количество поисковых запросов в Google типа «Приютить собаку поблизости» выросло на 513 %, «Приютить собаку-спасателя поблизости» на 163 % и «Приютить щенка» — 31 %. Поскольку пёс Крипто представляет собой помесь дворняги-терьера и шнауцера, количество запросов под названием «Приютить шнауцера» также выросло на 299 %.